# Henryk Kanicki (prawnik)
Henryk Kanicki, do 1955 pod nazwiskiem Henryk Konik (ur. 22 grudnia 1933 w Pińsku) – polski działacz partyjny, prawnik i urzędnik państwowy, w 1980 wojewoda szczeciński.

## Życiorys
Syn leśnika Antoniego i Antoniny. W młodości trenował skoki o tyczce w klubie AZS-AWF Poznań, był m.in. wicemistrzem Polski w tej dyscyplinie (1952). W 1951 zdał maturę w liceum w Świeciu nad Wisłą, następnie w latach 1951–1955 studiował prawo na Uniwersytecie Poznańskim. Do 1955 był redaktorem uczelnianym i okręgowym czasopisma „Po prostu”. Od 1955 do 1958 pracował w Prokuraturze Powiatowej dla miasta Szczecina i tamtejszej Prokuraturze Wojewódzkiej, doszedł do stanowiska podprokuratora. Następnie zatrudniony w strukturach Związku Młodzieży Socjalistycznej, w jego ramach był I sekretarzem Komitetu Miejskiego i Wojewódzkiego w Szczecinie. W latach 60. działał w centralnych organach jako kierownik wydziału, sekretarz Komitetu Centralnego i Zarządu Głównego ZMS. Był również członkiem zarządu Zrzeszenia Prawników Polskich i wiceprezesem Polskiego Związku Lekkiej Atletyki (1967–1970).
Wstąpił do Polskiej Zjednoczonej Partii Robotniczej. Był członkiem egzekutywy Komitetu Miejskiego w Szczecinie i członkiem Komitetu Wojewódzkiego, a od 1961 do 1962 radnym Wojewódzkiej Rady Narodowej w Szczecinie. Od 1968 do 1973 zatrudniony w Urzędzie Rady Ministrów kolejno jako wicedyrektor Biura ds. Prezydiów Rad Narodowych, dyrektor gabinetu wicepremiera i dyrektor Biura Kontroli; objął też fotel I sekretarza Komitetu Zakładowego PZPR. Został następnie zastępcą kierownika Wydziału Organizacyjnego Komitetu Centralnego PZPR i członka Centralnej Komisji Kontroli Partyjnej. Od 1975 należał do Komisji Spraw Narodowych Rady Państwa. Od 26 kwietnia do 12 grudnia 1980 pełnił funkcję wojewody szczecińskiego. Brał udział w rozmowach i podpisywaniu protokołów ze strajkującymi robotnikami.
Po odwołaniu powrócił do Urzędu Rady Ministrów, w 1996 przekształconego w Kancelarię Prezesa Rady Ministrów. Pełnił w nim funkcję doradcy wicepremiera ds. samorządu wojewódzkiego oraz radcy szefa Kancelarii w Departamencie Kontroli i Koordynacji. W 1999 został radcą prezesa Urzędu Nadzoru Ubezpieczeń Zdrowotnych, a w 2002 powrócił do Kancelarii Premiera jako naczelnik wydziału. W 2005 przeszedł na emeryturę.

## Odznaczenia
Odznaczony Krzyżem Kawalerskim (1969) i Krzyżem Komandorskim Orderu Odrodzenia Polski (1974), a także Złotym Krzyżem Zasługi (1960), Odznaką Honorową Gryfa Pomorskiego (1962) oraz Złotym Medalem „Za Zasługi dla Pożarnictwa” (1968).